# Суґавара Мікі
Суґавара Мікі (яп. 菅原 美希; нар. Японія) — японська футболістка, півзахисниця, виступала в збірній Японії.

## Клубна кар'єра
Суґавара виступала за клуб «Іга Кунойкі».

## Кар'єра в збірній
Дебютувала у збірній Японії 17 травня 1998 року в поєдинку проти збірної США. Учасниця Азійських ігор 1998 року. У 1998 році у футболці національної збірної зіграла 7 матчів та відзначилася 2-а голами.

## Статистика виступів у збірній
| жіноча національна збірна Японії | жіноча національна збірна Японії | жіноча національна збірна Японії |
| Рік                              | Матчі                            | Голи                             |
| -------------------------------- | -------------------------------- | -------------------------------- |
| 1998                             | 7                                | 2                                |
| Загалом                          | 7                                | 2                                |